# Blabbermouth.net
Blabbermouth.net er en websted, der omhandler nyheder indenfor heavy metal og hård rock, såvel som albummer- og DVD-anmeldelser. Blabbermouth.net blev dannet, og drives af Borivoj Krgin i marts 2000, selvom hjemmesiden først officielt blev sat i gang i oktober 2001, og pladeselskabet Roadrunner Records blev vært for det i december 2001. Brugere kan skrive kommentarer til valgte nyhedsartikler og albumanmeldelser, enten som respons til andre brugers kommentarer eller som respons til selve artiklen. Dette har fået trolls og kritik af mange musikere. 